# Giro del Veneto 2023
86. ročník jednodenního cyklistického závodu Giro del Veneto se konal 11. října 2023 v italském regionu Benátsko. Vítězem se stal Francouz Dorian Godon z týmu AG2R Citroën Team. Na druhém a třetím místě se umístili Nor Tobias Halland Johannessen (Uno-X Pro Cycling Team) a Belgičan Florian Vermeersch (Lotto–Dstny). Závod byl součástí UCI ProSeries 2023 na úrovni 1.Pro.

## Týmy
Závodu se zúčastnilo 7 z 18 UCI WorldTeamů, 7 UCI ProTeamů a 6 UCI Continental týmů. Každý tým přijel na start se sedmi závodníky kromě týmů Israel–Premier Tech, Lidl–Trek, Lotto–Dstny a Tudor Pro Cycling Team s šesti jezdci a Maloja Pushbikers, Team Jayco–AlUla a UAE Team Emirates s pěti jezdci, na start se tak postavilo 130 jezdců. Do cíle ve Vicenze dojelo 75 z nich.
UCI WorldTeamy
- AG2R Citroën Team
- Alpecin–Deceuninck
- Arkéa–Samsic
- Astana Qazaqstan Team
- Lidl–Trek
- Team Jayco–AlUla
- UAE Team Emirates

UCI ProTeamy
- Eolo–Kometa
- Green Project–Bardiani–CSF–Faizanè
- Lotto–Dstny
- Israel–Premier Tech
- Q36.5 Pro Cycling Team
- Tudor Pro Cycling Team
- Uno-X Pro Cycling Team

UCI Continental týmy
- Biesse–Carrera
- General Store–Essegibi–Fratelli Curia
- GW Shimano–Sidermec
- Maloja Pushbikers
- MG.K Vis–Colors for Peace
- Work Service–Vitalcare–Dynatek

## Výsledky
| Pořadí | Jezdec                           | Tým                    | Čas        |
| ------ | -------------------------------- | ---------------------- | ---------- |
| 1      | Dorian Godon (FRA)               | AG2R Citroën Team      | 3h 43' 05" |
| 2      | Tobias Halland Johannessen (NOR) | Uno-X Pro Cycling Team | + 0"       |
| 3      | Florian Vermeersch (BEL)         | Lotto–Dstny            | + 0"       |
| 4      | Corbin Strong (NZL)              | Israel–Premier Tech    | + 0"       |
| 5      | Marc Hirschi (SUI)               | UAE Team Emirates      | + 0"       |
| 6      | Luca Mozzato (ITA)               | Arkéa–Samsic           | + 0"       |
| 7      | Samuele Battistella (ITA)        | Astana Qazaqstan Team  | + 3"       |
| 8      | Matis Louvel (FRA)               | Arkéa–Samsic           | + 3"       |
| 9      | Andreas Kron (DEN)               | Lotto–Dstny            | + 3"       |
| 10     | Gianluca Brambilla (ITA)         | Q36.5 Pro Cycling Team | + 3"       |